# 평원선
평원선(平元線)은 평양시에 있던 경의선 서포역과 함경남도 고원군의 함경선 고원역을 연결하던 철도노선으로 현재는 대부분 구간이 평라선으로 통합되었으나, 일부구간은 룡성선으로 분리되었다.

## 역사

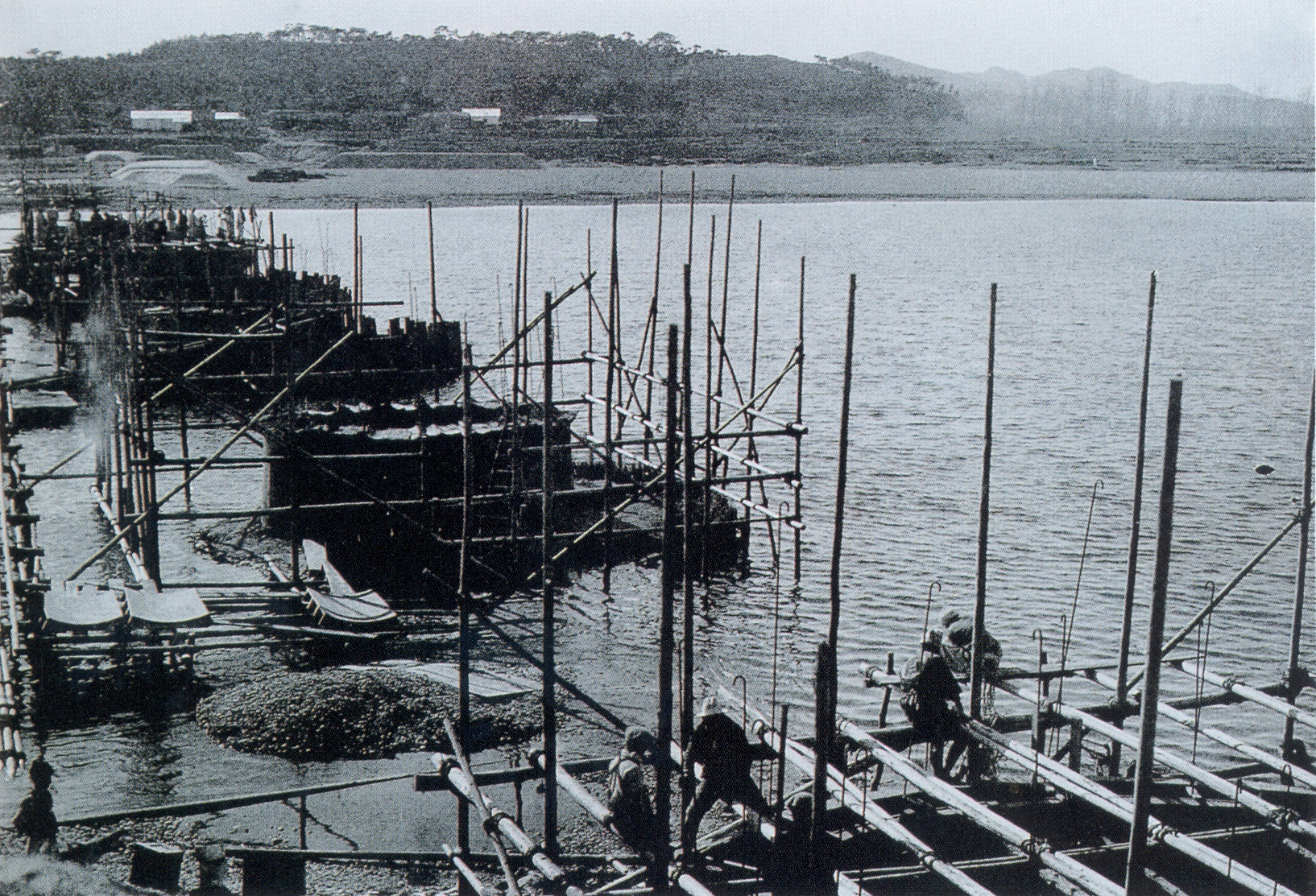
평원선 공사현장

- 1926년 5월 6일 : 서포역에서 공사가 시작됨
- 1927년 11월 1일 : 서포역―사인장역 구간 개통
- 1928년 10월 15일 : 사인장역―순천역 구간 개통
- 1929년 10월 1일 : 순천역―신창역 구간 개통
- 1930년 11월 16일 : 봉하역 개업
- 1931년 10월 1일 : 신창역―장림역 구간 개통
- 1936년 11월 1일 : 장림역―양덕역 구간 개통
- 1937년 12월 16일 : 성내역―고원역 구간 개통, 기존의 구간은 평원서부선(平元西部線)으로, 새로 개통된 구간은 평원동부선(平元東部線)으로 각각 명명됨[1]
- 1941년 4월 1일 : 양덕역―성내역 구간 개통으로 전 구간 완성, 본선의 명칭은 '평원선'으로 환원됨[2]
- 일자 불명 : 배산점역―고원역구간이 평라선으로 편입됨

## 역 목록[3](1945년 7월 기준)
| 역이름             | 현재의 역이름  | 영업거리 (km) | 접속노선             | 소재지 (1945년 당시) | 소재지 (1945년 당시) | 소재지 (1945년 당시) |
| ------------------ | -------------- | ------------- | -------------------- | -------------------- | -------------------- | -------------------- |
| 서포(西浦)         |                | 0.0           | 경의선(평의선)       | 평안남도             | 대동군               | 부산면               |
| 용성(龍城)         | 룡성           | 6.0           |                      | 평안남도             | 대동군               | 임원면               |
| 마람(馬嵐)         | 새동           | 13.1          |                      | 평안남도             | 대동군               | 부산면               |
| 배산점(裵山店)     |                | 20.5          |                      | 평안남도             | 대동군               | 부산면               |
| 사인장(舍人場)     | 평성(平城)     | 25.0          |                      | 평안남도             | 순천군               | 사인면               |
| 봉학(鳳鶴)         |                | 31.3          |                      | 평안남도             | 순천군               | 사인면               |
| 자산(慈山)         |                | 39.0          |                      | 평안남도             | 순천군               | 자산면               |
| 순천(順川)         |                | 47.3          | 만포선               | 평안남도             | 순천군               | 순천읍               |
| 봉하(鳳下)         | 신련포(新蓮浦) | 50.8          |                      | 평안남도             | 순천군               | 선소면               |
| 은산(殷山)         |                | 56.8          |                      | 평안남도             | 순천군               | 은산면               |
| 수양(首陽)         |                | 61.4          |                      | 평안남도             | 순천군               | 은산면               |
| 신창(新倉)         |                | 67.0          |                      | 평안남도             | 순천군               | 신창면               |
| 수덕(修德)         |                | 75.5          |                      | 평안남도             | 순천군               | 신창면               |
| 신성천(新成川)     |                | 83.7          | 서선중앙철도(평덕선) | 평안남도             | 성천군               | 삼덕면               |
| 거흥(巨興)         |                | 91.8          |                      | 평안남도             | 성천군               | 사가면               |
| 장림(長林)         |                | 96.5          |                      | 평안남도             | 성천군               | 사가면               |
| 동원(東元)         | 신양(新陽)     | 104.5         |                      | 평안남도             | 성천군               | 대구면               |
| 인평(仁平)         |                | 109.9         |                      | 평안남도             | 양덕군               | 양덕읍               |
| 지수(智水)         |                | 115.9         |                      | 평안남도             | 양덕군               | 양덕읍               |
| 양덕(陽德)         |                | 123.9         |                      | 평안남도             | 양덕군               | 양덕읍               |
| 내동(內洞)         |                | 131.7         |                      | 평안남도             | 양덕군               | 온천면               |
| 석탕온천(石湯溫泉) |                | 137.3         |                      | 평안남도             | 양덕군               | 온천면               |
| 거차(巨次)         |                | 145.8         |                      | 평안남도             | 양덕군               | 온천면               |
| 천을(天乙)         |                | 151.8         |                      | 함경남도             | 고원군               | 운곡면               |
| 운곡(雲谷)         |                | 158.1         |                      | 함경남도             | 고원군               | 운곡면               |
| 관평(館坪)         | 요덕(燿德)     | 163.3         |                      | 함경남도             | 고원군               | 운곡면               |
| 천성(泉城)         | 문필(文筆)     | 174.6         |                      | 함경남도             | 고원군               | 수동면               |
| 성내(城內)         |                | 182.6         |                      | 함경남도             | 고원군               | 수동면               |
| 인흥(仁興)         | 팔흥(八興)     | 188.2         |                      | 함경남도             | 고원군               | 수동면               |
| 축전(杻田)         |                | 192.9         |                      | 함경남도             | 고원군               | 수동면               |
| 미둔(彌屯)         |                | 198.0         |                      | 함경남도             | 고원군               | 수동면               |
| 부래산(浮來山)     |                | 205.9         |                      | 함경남도             | 고원군               | 상산면               |
| 고원(高原)         |                | 212.6         | 함경선(평라선 일부)  | 함경남도             | 고원군               | 고원읍               |

## 같이 보기
- 룡성선
- 평라선